# Johnny Gill
Johnny Gill también conocido como J.G., J. Skillz y Johnny G, nacido el 22 de mayo de 1966 en Washington D. C., Estados Unidos, es un cantante, cantautor y actor estadounidense.

## Discografía

###### Con el grupo New Edition[3]
- Heart Break (1985)
- Home Again (1996)
- One Love (2004)

En solitario
- Johnny Gill (1983)
- Chemistry (1985)
- Johnny Gill (1990)
- Provocative (1993)
- Let's Get the Mood Right (1996)
- Still Winning (2011)
- Game Changer (2014)

Colaboración con otros intérpretes
- Perfect Combination (1984) (con Stacy Lattisaw)
- Levert.Sweat.Gill (1997) (como LSG)
- LSG2 (2003) (as LSG)